# 바베이도스의 국기

바베이도스의 국기 비율 2:3

바베이도스의 국기는 1966년 11월 30일에 제정되었다. 파란색, 노란색, 파란색으로 구성된 세로 줄무늬 바탕 가운데에는 검은색 삼지창이 그려져 있다. 파란색은 카리브해와 대서양을, 노란색은 모래를 의미한다. 국기 가운데에 그려진 삼지창은 그리스 신화에 등장하는 바다의 신인 포세이돈의 무기로 독립을 의미한다.

## 색상
| 색상 | 파랑               | 노랑                 | 검정            |
| ---- | ------------------ | -------------------- | --------------- |
| RGB  | 0–38–127 (#00267F) | 255–199–38 (#FFC726) | 0–0–0 (#000000) |

## 그 외의 기

해군기
대통령기
1870년부터 1966년까지 쓰인 기
1870년부터 1966년까지 쓰인 상선기
1966년부터 2021년까지 쓰인 왕실기
1966년부터 2021년까지 쓰인 총독기